# Steven Grieveson
Steven Grieveson (Sunderland, 1970) is een Engelse seriemoordenaar die in 1996 werd veroordeeld tot minimaal 35 jaar gevangenisstraf voor de moord op drie jongens. Later werd hij ook veroordeeld voor een vierde moord. Hij staat ook bekend als de Sunderland Strangler.

## Slachtoffers
- Simon Martin (14) - oktober 1990
- Thomas Kelly (18) - 26 november 1993
- David Hanson (15) - 4 februari 1994
- David Grieff (15) - 5 februari 1994

Kelly, Hanson en Grieff werden door Grieveson gewurgd. Daarna verbrandde hij hun lijk. Bij een van de moorden liet hij een vingerafdruk achter op een kelderraam, bij een ander een schoenafdruk. Op het lichaam van Grieff werd Grievesons DNA aangetroffen in relatie tot seksueel contact.
Grieveson doodde zijn slachtoffers om te voorkomen dat zijn homoseksualiteit bekend zou worden. Hij werd op 11 maart 1994 opgepakt en later veroordeeld tot driemaal levenslang, waarvan minimaal 35 jaar uit te zitten.
Grieveson kwam bijna weg met het ombrengen van de jongens. Tot zeven maanden nadat het eerste slachtoffer was gevonden, ging de politie niet uit van een misdrijf. In plaats daarvan dacht ze dat de jongens waren omgekomen bij een ongeluk tijdens het snuiven van een ontvlambare vloeistof.
Grieveson werd in 2000 in verband gebracht met de moord op een mogelijk vierde slachtoffer, Simon Martin (14), maar niet veroordeeld. Hij schreef in 2004 een brief aan de Victim Liaison Services waarin hij de drie bestrafte moorden bekende maar verklaarde onschuldig te zijn wat betreft de dood van Martin. In november 2012 werd hij in staat van beschuldiging gesteld voor de moord op Martin. In februari 2013 verklaarde hij wel schuldig te zijn aan zijn dood maar dat het geen moord was. In oktober van datzelfde jaar werd hij nogmaals veroordeeld tot levenslang met een minimum van 35 jaar.
In februari 2014 werd hij aangehouden in verband met de moord op de zevenjarige Niki Allen in 1990. Hoewel een stuk jonger en vrouwelijk vertoonde ze wel dezelfde soort wonden als op de slachtoffers van Grieveson. Na verhoor van Grieveson zag de politie geen aanleiding om zijn betrokkenheid verder te onderzoeken.